# Fredy Schmidtke
Fredy Schmidtke (ur. 1 lipca 1961 w Kolonii, zm. 1 grudnia 2017 w Dormagen) – niemiecki kolarz torowy reprezentujący RFN, mistrz olimpijski oraz czterokrotny medalista mistrzostw świata.

## Kariera
Pierwsze sukcesy w karierze Fredy Schmidtke osiągnął w 1979 roku, kiedy zdobył złote medale mistrzostw świata juniorów w sprincie indywidualnym oraz wyścigu na 1 km. Dwa lata później, podczas mistrzostw świata w Brnie zdobył srebrny medal w tej ostatniej konkurencji, ulegając jedynie Lotharowi Thomsowi z NRD. Na tych samych mistrzostwach wspólnie z Dieterem Giebkenem zdobył również srebro w wyścigu tandemów. W parze z Giebkenem zdobył srebrny medal także na rozgrywanych w 1982 roku mistrzostwach świata w Leicester, a indywidualnie był tam najlepszy na 1 km. Podczas mistrzostw świata w Zurychu w 1983 roku Schmidtke i Giebken zajęli trzecie miejsce w wyścigu tandemów, zostali jednak zdyskwalifikowani za doping. W 1984 roku wystartował na igrzyskach olimpijskich w Los Angeles, gdzie zdobył złoty medal w swej koronnej konkurencji, a w sprincie indywidualnym rywalizację zakończył na ósmej pozycji. Wielokrotnie zdobywał medale torowych mistrzostw kraju, w tym trzynaście złotych.
Żonaty, miał dwóch synów.